# Hochsauerlandwelle
Die HochSauerlandWelle (HSW.) ist eine Bürgermedieneinrichtung im Hochsauerlandkreis mit Sitz in Brilon und einem Büro in Eslohe. Sie ging offiziell am 6. Mai 2002 im Bürgerfunk auf Radio Sauerland mit der Sendung Do biste platt auf Empfang. Die Sendungen werden über UKW, Kabel und Internet ausgestrahlt und stehen kurze Zeit später auch als Podcast in der Mediathek online zur Verfügung.

## Vom Kassettenprogramm zum Bürgermedium
Die erste nicht offizielle Sendung der HochSauerlandWelle entstand bereits 1986 über den ersten Jugendaustausch des HSK mit der DDR und zum Thema 25 Jahre Berliner Mauer. 1987 folgte mit dem Albersdorfer Buntfunk eine Sendung über eine Ferienfreizeit der Caritas Hochsauerland in Albersdorf bei Heide. Da es kein Internet und für die HochSauerlandWelle keine UKW-Verbreitung gab, erfolgte ein Austausch bzw. eine Verbreitung über Kassette. Zwischen 1990 und 1999 war die HochSauerlandWelle gelegentlich mit Beiträgen für die Sendungen Heimatkalender, Flohmarkt und WFG Radioklub auf Radio Sauerland vertreten. Von 2002 bis 2012 erfolgte eine enge Zusammenarbeit mit der Medienwerkstatt Sauerland Welle e. V. in Meschede und von 2013 bis 2017 mit dem Verein Marsberger Geschichten. Von 2017 bis 2018 war die HochSauerlandWelle eine von insgesamt 34 Bürgerfunk-Servicestellen der Landesanstalt für Medien Nordrhein-Westfalen. Zum 1. Juli 2018 wurden die Servicestellen von 6 Regionalstellen in den 5 NRW-Regierungsbezirken Arnsberg, Detmold, Düsseldorf, Köln und Münster und im Ruhrgebiet in Essen abgelöst, die mit Ausnahme der Regionalstelle Bürgermedien Südwestfalen bis zum 31. März 2021 bestanden. Seit Mai 2018 erfolgt eine enge Kooperation mit NRWision bei der Technischen Universität Dortmund. Podcasts, Radio- und Fernsehbeiträge der HochSauerlandWelle können sowohl über die HochSauerlandWelle als auch über die Bürgermedienplattform abgerufen werden.

## WestfalenWelle
Die WestfalenWelle übernimmt seit 2024 die Podcast-Angebote. Das sind vor allem niederdeutschsprachige Beiträge, die inzwischen aus dem gesamten Bundesland kommen. Mit dem Namen WestfalenWelle soll das Profil der Grundversorgung in NRW mit plattdeutschen Beiträgen in Form von Podcasts geschärft werden. Dabei sind alle eingeladen, das Angebot mit eigenen Beiträgen zu bereichern.

## Trägerverein, Finanzierung und Fördermittel
Das Angebot aus Sendungen und Podcasts wird vom gemeinnützigen Verein HochSauerlandWelle e. V. getragen. Er wurde 2017 im Vereinsregister Arnsberg eingetragen. Geschäftsführer ist Gerd Canisius, Chefredakteur ist Markus Hiegemann.
Bürgerfunk in Nordrhein-Westfalen muss sich selbst tragen. Die aus dem Rundfunkbeitrag stammende Minutenförderung wurde bereits zum 31. Dezember 2007 eingestellt. Eine Finanzierung durch Werbung oder Sponsoring ist durch das NRW Mediengesetz verboten. Die Sendungen werden zwar über das kommerzielle Lokalradio ausgestrahlt. Gelder aus den Werbeeinnahmen gibt es nicht. Aber der jeweilige Lokalsender stellt zur Ausstrahlung seine technische Infrastruktur zur Verfügung.
Obwohl der Großteil der Arbeiten ehrenamtlich erfolgt, sind für den Programmbetrieb und die Unterhaltung sowie für Fachpersonal Fördermittel zwingend notwendig.
Fördermittel erhält der Verein aktuell von folgenden Institutionen:
- Rottendorf Stiftung Ennigerloh
- NRW-Stiftung Düsseldorf
- Briloner Heimatbund Semper Idem
- Sparkasse Hochsauerland Brilon

Förderer in der Vergangenheit waren
- Die Beauftragte der Bundesregierung für Kultur und Medien (BKM) – Neustart Amateurmusik
- Hochsauerlandkreis
- Landesanstalt für Medien Nordrhein-Westfalen (LfM)
- Ministerium für Heimat, Kommunales, Bau und Gleichstellung des Landes NRW
- Volksbank Reiste-Eslohe
- Volksbank Brilon

## Sendungen (alphabetisch)
- Blindenfunk Hochsauerland (vereinzelte Folgen seit 2005 mit Eckhard Harbers)
- DE!N FUNK (seit 2017)
- Do biste platt (seit 2002)
- ESC-Katzenjammer (2012 bis 2016)
- EUTB – Das Magazin (seit 2021)
- ExtraPlatt (seit 2007)
- Hiegemann unterwegs... (seit 2006)
- Musik aus dem Sauerland (seit 2002)
- Plattmaakers in NRW (Projekt von 2024 bis 2025)
- Radio 6 bis 99 – Das Radio der Akademie 6 bis 99 in Arnsberg (2007 bis 2017)
- Radio 6 bis 99 KlassiX (seit 2018)
- Sauerländer Köpfe (seit 2006)

Die Sendung Do biste platt wird montags um 20 Uhr (an Feiertagen auf einem Montag ab 19 Uhr) von der HochSauerlandWelle im Bürgerfunk über alle Verbreitungswege von Radio Sauerland ausgestrahlt. Durch die Zusammenarbeit mit NRWision stehen die meisten Sendungen anschließend auch als Podcast zur Verfügung. Die Sendung geht zurück auf die plattdeutsche Ecke bei Radio Sauerland, die u. a. von Markus Hiegemann betreut, aber nach einer Programmreform 1997 eingestellt wurde. Am 6. Mai 2002 hob Hiegemann mit den ehemaligen Briloner Sprechern Johanna Balkenhol + 2004 und Karl-Heinz Schreckenberg + 2020 Do biste platt aus der Taufe. Im selben Jahr kam der Arbeitskreis Mundartpflege im Briloner Heimatbund (jetzt Briloner Heimatbund Semper Idem) dazu, der die Briloner Ausgabe seit 2009 auch fördert. Seit März 2004 ist der Plattdeutsche Arbeitskreis der Kolpingsfamilie Eslohe dabei, wodurch die Sendezeit auf zwei Sendungen im Monat verdoppelt wurde. Seit 2007 gibt es mit wenigen Ausnahmen eine wöchentliche Sendung, an der inzwischen plattdeutsche Gruppen, Arbeitskreise und Sprecher aus vielen Städten in NRW und auch aus dem benachbarten Waldeck mitwirken bzw. dabei waren. Do biste platt ist nach eigener Aussage die einzige wöchentliche Plattsendung in Nordrhein-Westfalen. Diese niederdeutsche Grundversorgung in NRW muss ohne Mittel aus dem Rundfunkbeitrag bzw. Werbeeinnahmen auskommen. Seit 2023 gibt es für viele Ausgaben eine finanzielle Unterstützung durch die Rottendorf Stiftung in Ennigerloh. Dadurch ist die Sendung vorerst gesichert.
Legendär war die Sendung Sauerland-Taxi (2001 bis 2007) von der Sauerland Welle, ab 2002 in Koproduktion mit der HochSauerlandWelle, die meistens am Freitagabend ausgestrahlt wurde. Der Erfinder der Sendung, Eckhard Stoll, hatte wirklich ein altes Taxi, und drei der insgesamt sechs Moderatoren hießen Eckhard. Die beliebte und bunte Service- und Unterhaltungssendung musste Ende 2007 mangels Finanzierung durch das 2007 geänderte NRW-Mediengesetz (Abschaffung der Minutenförderung) eingestellt werden. Eine Aktion mit über 1.000 Unterschriften für den Erhalt der Sendung durch neue Fördergeber oder die Übernahme in ein reguläres Radioprogramm blieb erfolglos.

## Moderation (alphabetisch)
aktuell
- Josef Dahme (Arnsberg)
- Nadine Gebauer (Brilon/Korbach)
- Eckhard Harbers (Brilon)
- Markus Hiegemann (Brilon)
- Sinje Jürgensen (Sundern)
- Annika Kersting (Brilon)
- Linnea Nolte (Sundern)
- Günter Schmidt (Eslohe)
- Franz Schrewe (Brilon)

verstorben
- † 2004 Johanna (Hannchen) Balkenhol (Brilon)
- † 2018 Fritz Reckling (Brilon/Arnsberg)
- † 2020 Karl-Heinz (Kalli) Schreckenberg (Brilon)
- † 2023 Gisela Ries (Brilon)
- † 2023 Resi Molitor (Eslohe)
- † 2023 Lore Schmidt (Eslohe)
- † 2024 Marielies Hillebrand (Brilon)

## Projekte
- 2019 SauerlandPlatt – Vom 29. Juni 2019 bis zum 31. Dezember 2021 führte die HochSauerlandwelle das Projekt SauerlandPlatt durch, das vom Ministerium für Heimat, Kommunales, Bau und Gleichstellung des Landes NRW gefördert wurde.[9] Im Rahmen des Projektes wurden über 1.000 plattdeutsche Zeugnisse von über 150 Menschen aufgenommen und gesichert.

- 2021 Schalt ein! Sing mit! – Chöre im HSK trotz Corona – Von August 2021 bis Januar 2022 entstanden 7 Mitsing-Sendungen.[10] Folgende Chöre hatten sich für das Projekt angemeldet:
  - Singing Circle Winterberg[11]
  - Music Factory Sauerland[12]
  - Gesangverein Concordia 1883 Scharfenberg[13]
  - Just for Joy Brilon[14]
  - Männerchor 1868 Brilon[15]

- 2021 Zoom op Platt – Der Video-Chat findet immer montags eine Stunde vor der Sendung Do biste platt statt.

- 2022 Sauerland sagenhaft! – Rund um Brilon[16]

- 2024 Plattmaakers in NRW – Plattmaakers in NRW werden am 2. Sonntag im Monat um 19 Uhr präsentiert. Das gleichnamige Projekt läuft bis Ende 2025 und wird von der NRW-Stiftung gefördert.[17]

## Bürgerfunk-Sendeschema auf Radio Sauerland
Zusammen mit den anderen Bürgerfunkgruppen im Hochsauerlandkreis wurde mit Radio Sauerland folgende Sendevereinbarung getroffen:
- jeden Montag von 20 bis 21 Uhr: Do biste platt (HSW.) – An Feiertagen, die auf einen Montag fallen, wird bereits ab 19 Uhr gesendet.
- 1. Sonntag im Monat von 19 bis 20 Uhr: Scharfe Köche (Sauerland Welle)
- 2. Sonntag im Monat von 19 bis 20 Uhr: Plattmaakers in NRW (HochSauerlandWelle)
- 3. Sonntag im Monat von 19 bis 20 Uhr: Hochschulradio Meschede (Sauerland Welle)
- 4. Sonntag im Monat von 19 bis 20 Uhr: Musik-Treff (Radio HSK)
- 5. Sonntag im Monat von 19 bis 20 Uhr: Hiegemann unterwegs... / Sauerländer Köpfe / Musik aus dem Sauerland u. a. (HochSauerlandWelle)

## Mitgliedschaften und Zusammenarbeit (Auswahl)
Die HochSauerlandWelle ist Mitglied beim Sauerländer Heimatbund (SHB) und beim Westfälischen Heimatbund (WHB).
Eine enge Kooperation erfolgt mit NRWision bei der Technischen Universität in Dortmund. In der Mediathek stehen inzwischen über 300 Sendungen und Podcasts von HochSauerlandWelle bzw. WestfalenWelle dauerhaft zur Verfügung.
Außerdem gehört sie dem Netzwerk Bürgermedien SWF an.
Eine Zusammenarbeit gibt bzw. gab es u. a. mit folgenden Einrichtungen und Institutionen:
- Akademie 6 bis 99 in Arnsberg bei der Fachstelle Zukunft Alter in Arnsberg
- Arbeitskreis Mundartpflege im Briloner Heimatbund Semper Idem in Brilon
- Arbeitskreis Platt auf der Platte in Warstein
- Arbeitskreis Suerlänner Platt im Heimatbund der Stadt Olsberg in Olsberg
- Dai Plattduitsken Frauluie iut Stockmen un Dörnholzen in Sundern (Sauerland)
- Grimme-Museum in Assinghausen
- Heimat- und Förderverein Cobbenrode e. V. in Cobbenrode
- Kommission für Mundart- und Namenforschung Westfalens beim LWL in Münster
- Kulturgut Haus Nottbeck - Platdüütsk Oelde[20]
- Landesanstalt für Medien in NRW Düsseldorf
- Museum Haus Hövener Brilon
- Mundartarchiv Sauerland in Cobbenrode
- NRW-Stiftung Düsseldorf
- Plattdeutscher Arbeitskreis Bohnenburg in Belecke
- Plattdeutscher Arbeitskreis der Kolpingsfamilie Eslohe in Eslohe
- Plattdeutscher Arbeitskreis Neerdar in Neerdar
- Plattdeutscher Arbeitskreis Velmede in Velmede
- Radio Sauerland Meschede
- Rottendorf Stiftung Ennigerloh
- Sauerland Welle e. V. Meschede

## Auszeichnungen
- 2004 Jugend macht Radio – 2. Preis für die Sendung KRASS (Klasse Radio aus Sauerlands Schulen)
- 2011 LfM-Bürgermedienpreis der Jury für die Sendung Radio 6 bis 99: Mal was anderes! Malen wie Picasso & Co.
- 2013 LfM-Bürgermedienpreis des Publikums für die Sendung Radio 6 bis 99: Wlr lassen die Puppen tanzen! Das Marionettentheater Firo

## Publikationen
- Karl-Heinz Schreckenberg, Markus Hiegemann (Hrsg.):
  - Do biste platt: Noi hört mool tau!, Buch mit CD im Eigenverlag, Brilon 2008.
- Josef Dahme, Markus Hiegemann (Hrsg.):
  - Et lutt häimsk op platt! Auf platt klingt es heimisch!, Buch mit CD, HochSauerlandWelle 2020.
- Markus Hiegemann (Hrsg.):
  - Sauerland sagenhaft! Rund um Brilon, erscheint voraussichtlich im Herbst 2025